# Monestier-d’Ambel
Monestier-d’Ambel ist eine französische Gemeinde mit 14 Einwohnern (Stand: 1. Januar 2022) im Département Isère in der Region Auvergne-Rhône-Alpes (vor 2016 Rhône-Alpes). Sie gehört zum Arrondissement Grenoble und zum Kanton Matheysine-Trièves.

## Lage
Die Gemeinde Monestier-d’Ambel liegt in den Westalpen am Fluss Souloise, der hier zum Lac du Sautet aufgestaut ist, etwa 48 Kilometer südsüdöstlich von Grenoble. Umgeben wird Monestier-d’Ambel von den Nachbargemeinden Ambel im Norden, Beaufin im Nordosten und Osten, Le Glaizil im Südosten, Saint-Disdier im Süden und Südwesten sowie Pellafol im Westen und Nordwesten. Im Südostzipfel der Gemeinde Monestier-d’Ambel befindet sich mit dem 2377 m hohen Pic Pierroux der höchste Punkt. Im Süden grenzt die Gemeinde an das Département Hautes-Alpes. Hier liegen einige Gipfel des Dévoluy-Massivs wie der 1619 m hohe Gipfel des Petite Roche.

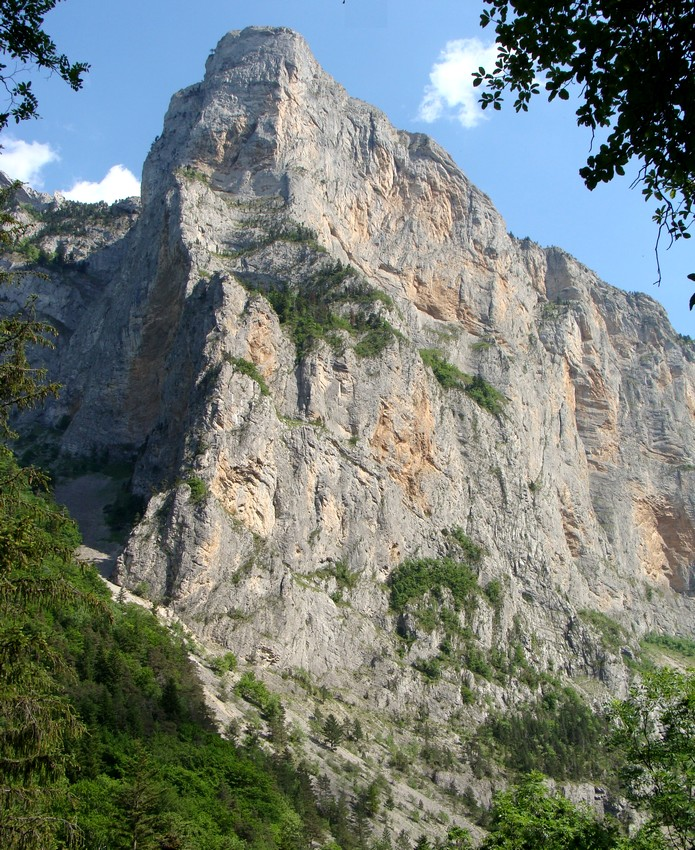
1619 m hoher Gipfel des Petite Roche
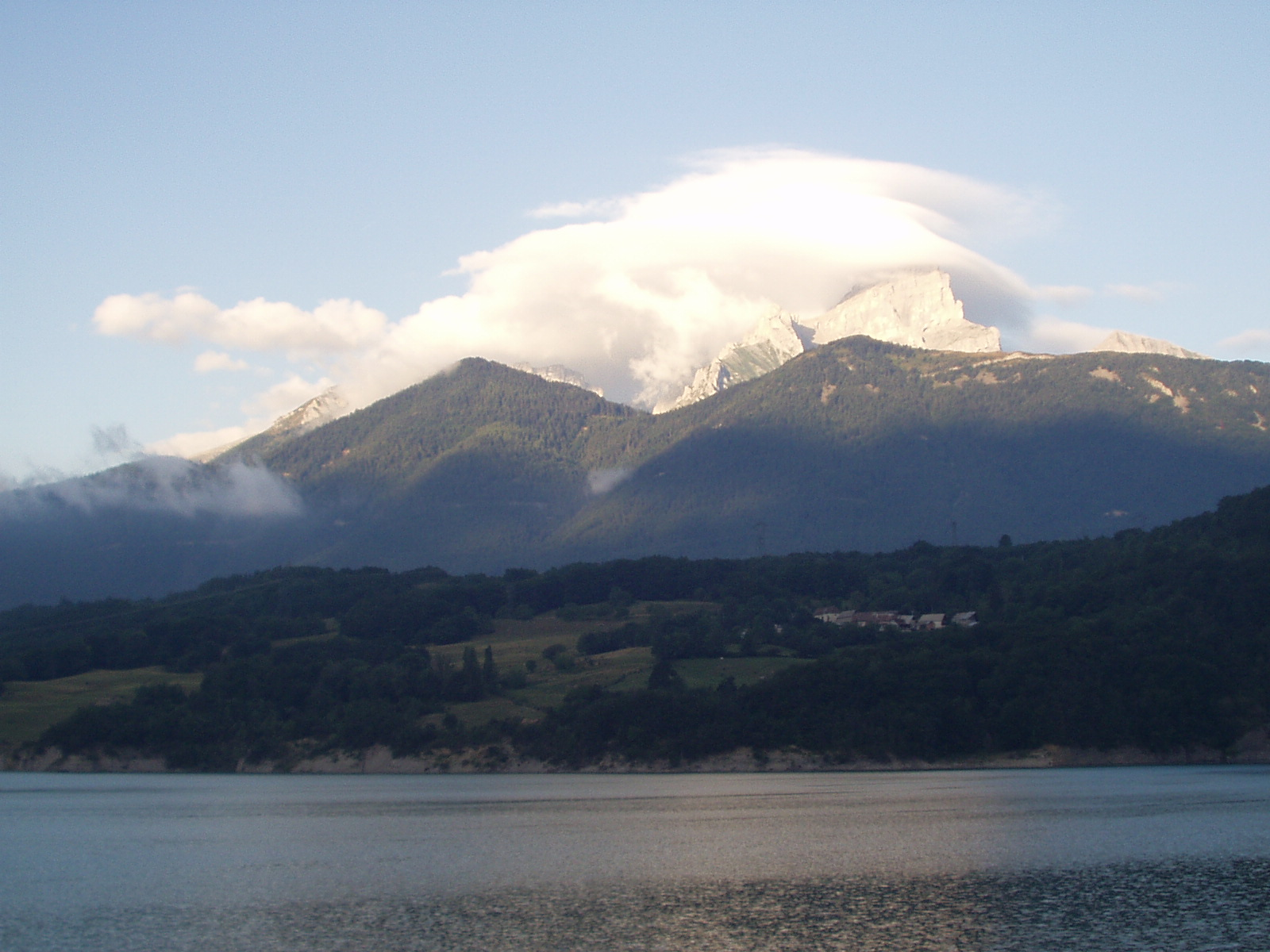
2377 m hoher Gipfel des Pic Pierroux

## Bevölkerungsentwicklung
| Jahr                       | 1962 | 1968 | 1975 | 1982 | 1990 | 1999 | 2009 | 2021 |
| Einwohner                  | 28   | 32   | 30   | 48   | 64   | 20   | 22   | 14   |
| Quellen: Cassini und INSEE |      |      |      |      |      |      |      |      |

## Sehenswürdigkeiten
- Kreuzerhöhungs-Kirche

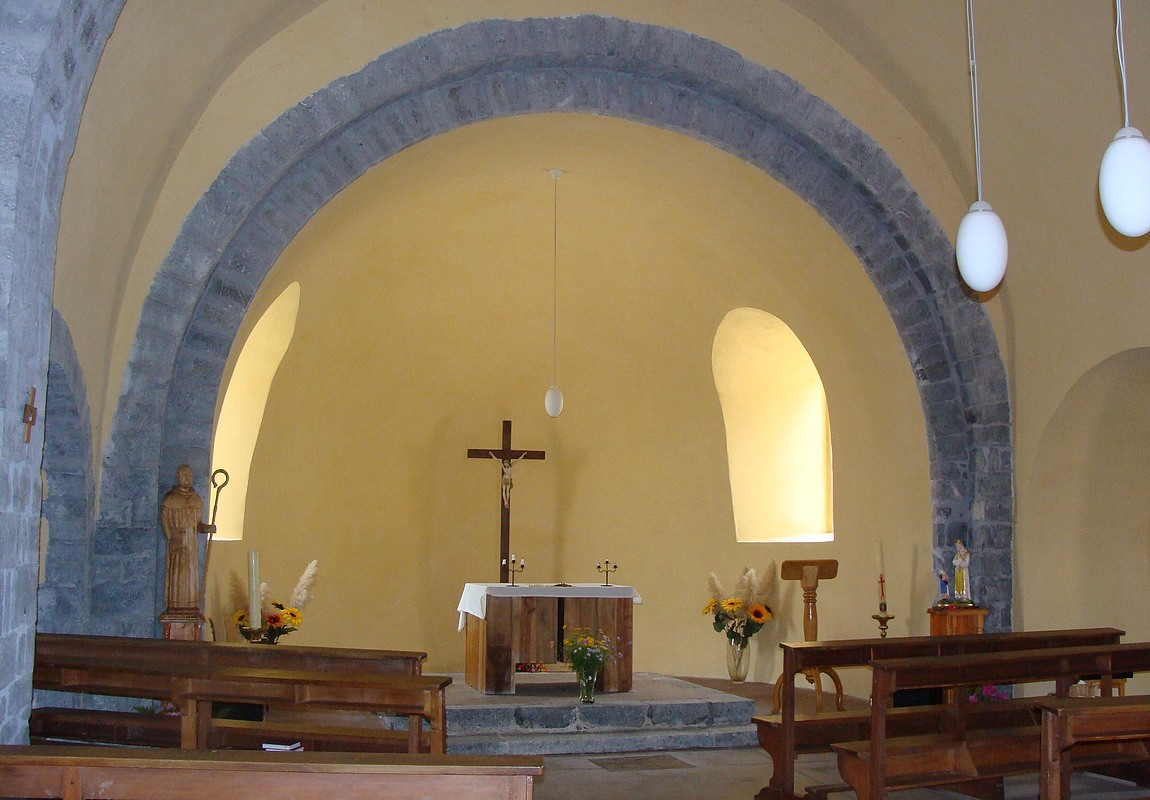
Altar der Kreuzerhöhungskirche
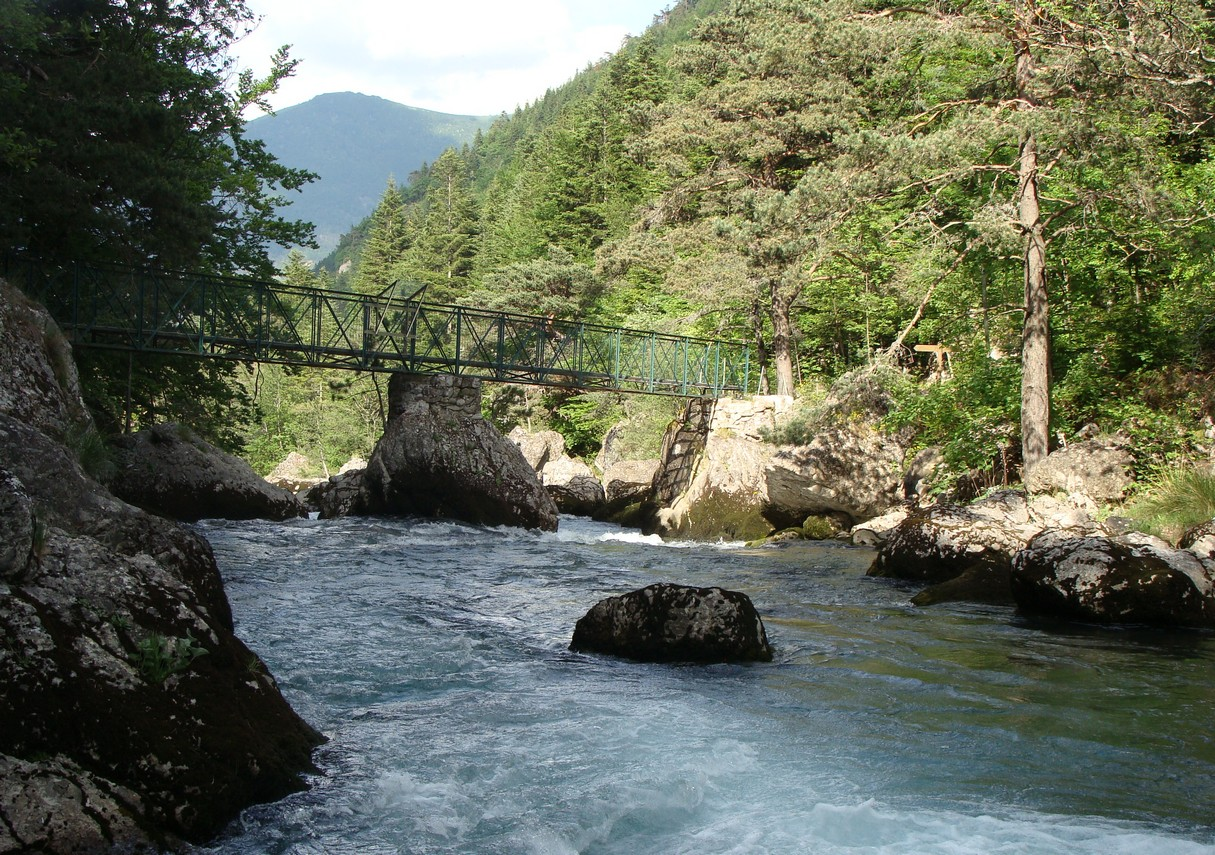
Souloise-Brücke
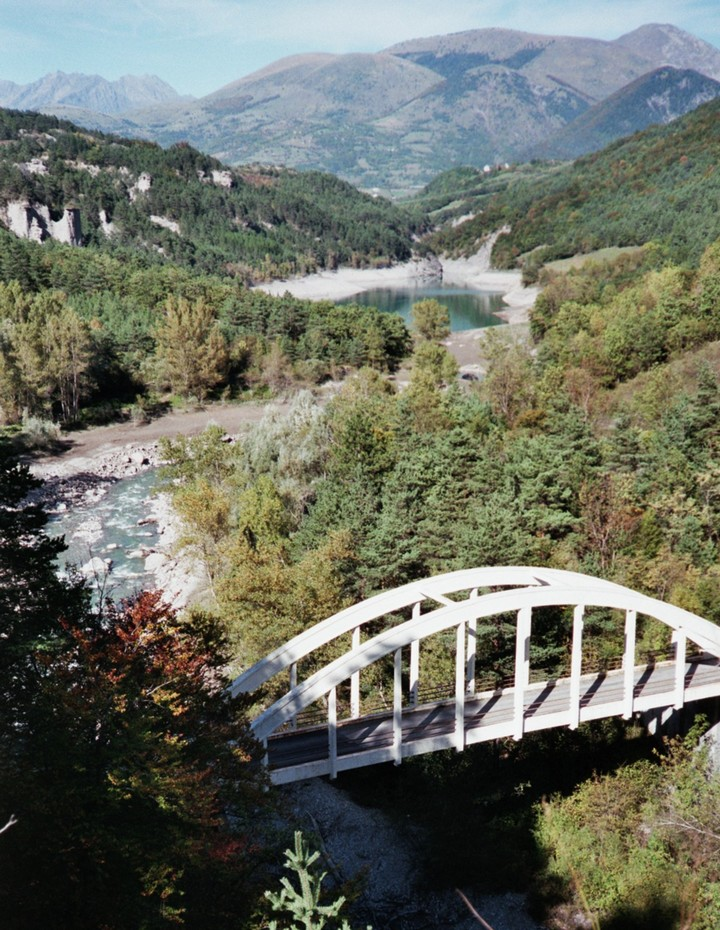
Souloise-Brücke